# Grand Prix van Albi 1949
De Grand Prix van Albi 1949 was een autorace die werd gehouden op 10 juli 1949 op het Circuit d’Albi in het Franse Albi.

## Uitslag
| Positie | Rijder                  | Team        | Ronden | Tijd/Opgave |
| ------- | ----------------------- | ----------- | ------ | ----------- |
| 1       | Juan Manuel Fangio      | Maserati    | 34     | 1:54:38.6   |
| 2       | Birabongse Bhanubandh   | Maserati    | 34     | + 2:39.0    |
| 3       | Louis Rosier            | Talbot-Lago | 33     | + 1 ronde   |
| 4       | Emmanuel de Graffenried | Maserati    | 33     | + 1 ronde   |
| 5       | Guy Mairesse            | Talbot-Lago | 32     | + 2 ronden  |
| 6       | Raymond Sommer          | Talbot-Lago | 31     | + 3 ronden  |
| 7       | Leslie Brooke           | Maserati    | 31     | + 3 ronden  |
| 8       | David Murray            | Maserati    | 30     | + 4 ronden  |
| 9       | "Raph"                  | Delahaye    | 28     | + 6 ronden  |
| NF      | Giuseppe Farina         | Maserati    |        |             |
| NF      | Benedicto Campos        | Maserati    |        |             |
| NF      | Harry Schell            | Talbot-Lago |        |             |
| NF      | Johnny Claes            | Talbot-Lago |        |             |